# جک براونسورد
جک براونسورد (انگلیسی: Jack Brownsword; ۱۵ مهٔ ۱۹۲۳ – ۱۹ دسامبر ۲۰۰۹) بازیکن فوتبال اهل بریتانیا بود.
از باشگاه‌هایی که در آن بازی کرده‌است می‌توان به باشگاه فوتبال هال سیتی و باشگاه فوتبال اسکانتورپ یونایتد اشاره کرد.